# Ramirez (kulle i Antarktis, lat -65,93, long -66,33)
Ramirez är en kulle i Antarktis. Den ligger i Västantarktis. Argentina, Chile och Storbritannien gör anspråk på området.
Terrängen runt Ramirez är mycket platt. Trakten är obefolkad. Det finns inga samhällen i närheten. 